# آب‌انبار روستای احمدآباد
آب‌انبار روستای احمدآباد مربوط به دوره پهلوی دوم است و در شهرستان گرمسار، بخش ایوانکی، دهستان ایوانکی، روستای احمدآباد واقع شده و این اثر در تاریخ ۲۶ اسفند ۱۳۸۷ با شمارهٔ ثبت ۲۶۰۵۸ به‌عنوان یکی از آثار ملی ایران به ثبت رسیده‌است.